# Frank Vincent
Frank Vincent Gattuso Jr. (North Adams, Massachusetts; 15 de abril de 1937-Nutley, Nueva Jersey; 13 de septiembre de 2017), conocido profesionalmente como Frank Vincent, fue un actor y músico estadounidense. Uno de sus papeles más reconocidos es el de Phil Leotardo en la serie de HBO Los Soprano.

## Biografía

### Primeros años
Vincent, de ascendencia italiana, nació en North Adams, Massachusetts, pero se crio en Jersey City, Nueva Jersey. Su padre, Frank Vincent Gattuso, Sr., trabajaba en la construcción. Vincent tiene dos hermanos: Nick y Jimmy. Su padre, Frank, fue uno de seis hermanos (Lucia, Filippo, Antonio, James y Cecilia) todos nacidos en Sondrio, Italia, sus padres eran Nicolò Gattuso y Francesca Di Peri. Su tío Filippo combatió en la Segunda Guerra Mundial en Gran Bretaña y se casó con una inglesa, Frank tuvo un primo llamado Michael Gattuso. Tenía ascendencia siciliana (por parte del abuelo) y napolitana. Su madre se llamaba Mary Ricci.

### Carrera
Por su habilidad para tocar la batería, la trompeta y el piano, Vincent en sus comienzos consideró una carrera como músico, pero en 1975, coprotagonizó una película de gánsteres de bajo presupuesto, The Death Collector, junto a Joe Pesci, donde fue visto por Martin Scorsese. Scorsese quedó impresionado y contrató a Vincent para un papel más importante, como actor de reparto en Toro salvaje, en la que nuevamente coincidió con Pesci. Ambos continuarían apareciendo juntos en varias películas, a menudo también junto a su amigo Robert De Niro. En 1987, tuvo una participación en una película argentina, Made in Argentina (interpretando a Vito), dirigida por Juan José Jusid.
Muchas veces Vincent era encasillado en papeles de gánster. Apareció en Goodfellas (1990) de Scorsese, donde interpretó a Billy Batts, un mafioso. También hizo un papel importante como Frankie Marino en Casino (1995), también de Scorsese. 
En 1996, Vincent apareció en el video del rapero Nas titulado "Street Dreams", haciendo el mismo papel que en Casino. En la película de HBO, Gotti, Vincent hace el papel de Robert DiBernardo, un asociado del jefe mafioso John Gotti, a quien retrata la película. En Los Soprano, hace el papel del jefe de Nueva York Phil Leotardo. También tuvo un papel protagónico en This Thing of Ours (2003). Uno de sus papeles más alegres se puede ver en un comercial de la televisión inglesa para Peugeot.
En el año 2001, Vincent prestó su voz al jefe de la mafia Salvatore Leone en el controversial videojuego Grand Theft Auto III. Más tarde lo haría nuevamente en Grand Theft Auto: San Andreas (2004) y Grand Theft Auto: Liberty City Stories (2005).
En 2006, lanzó su primer libro, A Guy's Guide to Being a Man's Man, consiguiendo buenas críticas.
En 2008, interpretó al teniente Marino en la película independiente The Tested dirigida por Russell Costanzo. Y en 2009, hizo un cameo junto a su compañero de Los Sopranos, Steve Schirripa, en un episodio de Stargate Atlantis.

### Muerte
A principios de septiembre de 2017, Vincent sufrió un ataque al corazón. El 13 de septiembre fue sometido a una cirugía a corazón abierto en Nueva Jersey, durante la cual falleció. Tenía 80 años de edad.
 Dejó a su esposa, Kathleen, y tres hijos.